# Pożywka Chapmana

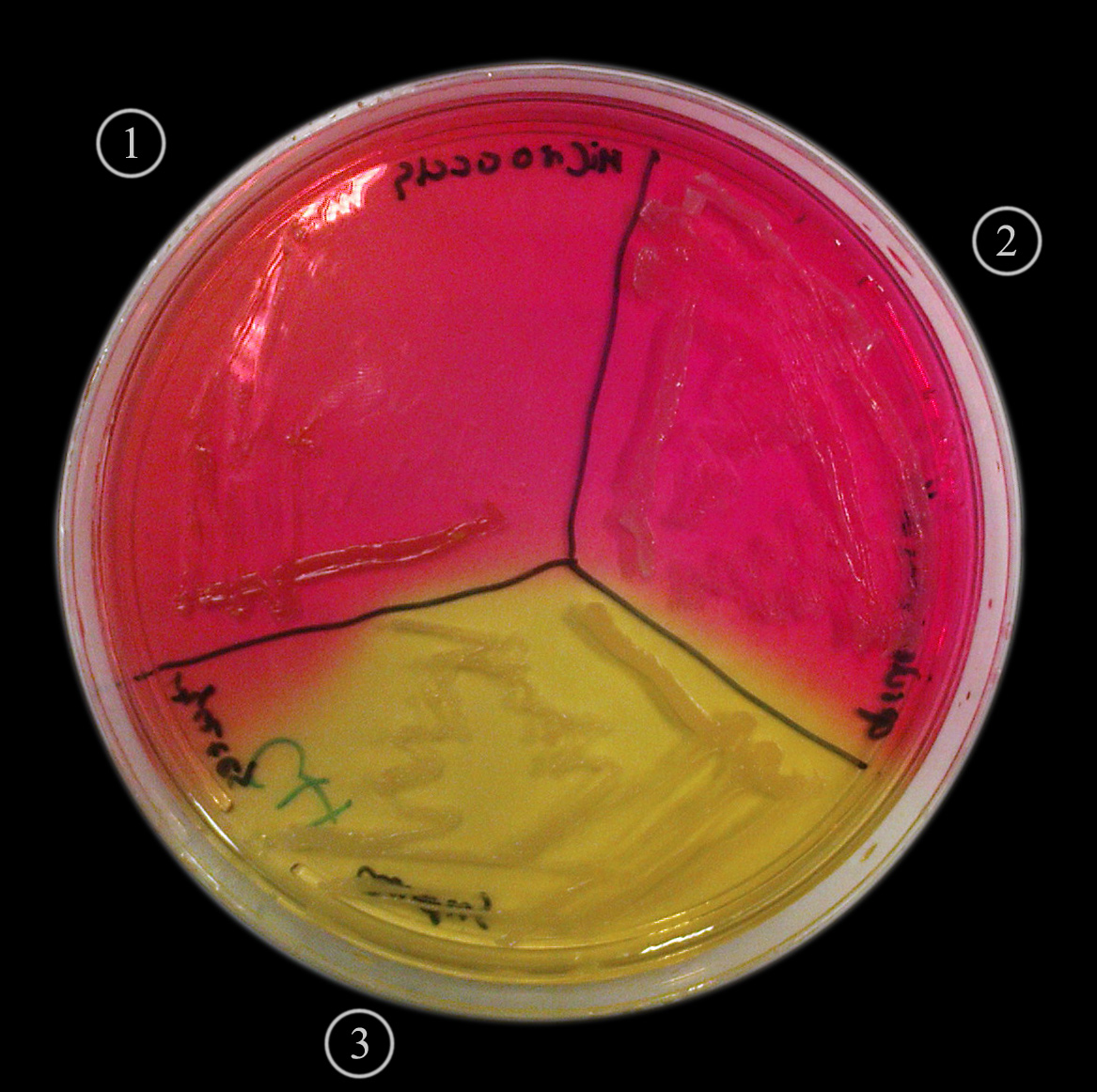
Płytka z podłożem Chapmana z wysianymi szczepami: S. aureus, S. epidermidis i Micrococcus sp.

Pożywka Chapmana – pożywka typu wybiórczo-różnicującego stosowana do hodowli gronkowców. Wykorzystuje się w niej fakt, że stafylokoki są w stanie rosnąć przy wysokim stężeniu chlorku sodu, w przeciwieństwie do większości bakterii. Staphylococcus aureus i Staphylococcus saprophyticus fermentują mannitol, natomiast Staphylococcus epidermidis nie (element różnicujący pożywki). S. aureus można odróżnić od S. saprophyticus testem na koagulację – po wrzuceniu do krwi pierwszy ścina osocze, drugi nie.
Gronkowiec złocisty w warunkach tlenowych i względnie beztlenowych wzrasta w postaci kolonii otoczonych żółtą strefą – zmiana barwy podłoża z różowej na żółtą jest wynikiem rozkładu mannitolu i zakwaszeniu środowiska. Podobnie zachowują się niektóre szczepy Staphylococcus saprophyticus, wykazujące te właściwości w warunkach tlenowych. Staphylococcus epidermidis nie rozkłada mannitolu i rośnie w postaci białych kolonii, nie powodując zmiany barwy pożywki.
Poza czynnikami wzrostu (bulion, pepton) agar zawiera również NaCl (zazwyczaj w stężeniu 7,5% dla zahamowania wzrostu bakterii innych niż gronkowce), mannitol oraz czerwień fenolową.